# Луций Емилий Юнк (консул 179 г.)
Вижте пояснителната страница за други личности с името Луций Емилий Юнк.
Луций Емилий Юнк (на латински: Lucius Aemilius Iuncus) e политик и сенатор на Римската империя през 2 век.

## Биография
Той е внук или син на Луций Емилий Юнк (суфектконсул 127 г.).
През 179 г. Емилий Юнк е суфектконсул заедно с Тит Флавий Клавдиан. Следващата 180 г. дошлият на власт император Комод го изпраща в изгнание. Комод е убит в края на 192 г. и Емилий Юнк е доказан като проконсул на римската провинция Азия за 193/194 г.